# Brachypteroma holtzi
Brachypteroma holtzi là một loài bọ cánh cứng trong họ Cerambycidae.